# 트란스옥시아나

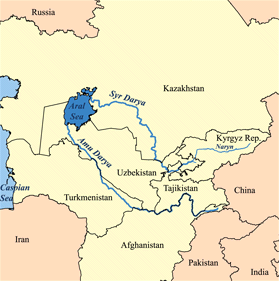
트란스옥시아나 지역

트란스옥시아나는 시르다리야강과 아무다리야강(혹은 옥서스강)의 사이에 위치한 지역으로 현재의 우즈베키스탄 대부분, 타지키스탄 대부분, 카자흐스탄 남서부를 포함하는 지역이다. 주로 8세기 전후의 이 지역을 지칭할 때 쓰이는 표현이다. 아랍어로는 마 와라 알나흐르(아랍어: ما وراء النهر) 라고 한다. 주요 도시는 사마르칸트와 부하라, 후잔트이다.

## 어원
트란스옥시아나라는 말은 아랍어 마 와라 알 나흐르, 즉 ‘(옥서스)강 너머의 땅’을 라틴어로 옮긴  것이다.

## 역사
비단길이 지나는 곳으로 고대부터 번영하였다. 아케메네스 조 페르시아 제국 때에는 소그디아나라는 이름의 사트라피였으며 기원전 4세기 알렉산더 대왕의 정복을 당한 이후로 헬레니즘 문화가 발달했다. 기원전 3세기에는 일부 지역이 박트리아의 지배에 들어갔고 기원전 2세기부터는 파르티아의 영향권으로 편입됐다. 파르티아의 지배를 받던 126년에는 한 무제가 보낸 장건이 중국인 최초로 이 지역을 통과한 뒤 기록을 남겼다. 파르티아가 사산 조 페르시아로 교체된 3세기부터 사산 조 페르시아의 지배를 받았다. 사산 조 페르시아 대에는 동서무역의 중심지로 특히 각광을 받아 경제, 문화적으로 큰 발전을 이뤘다. 7세기, 이슬람 제국에 의해 정복당했으며 이후 이슬람화하였다. 이후 우마이야 왕조. 압바스 왕조의 지배를 거쳐 이란에 세워진 여러 이슬람 국가들의 지배를 받았다. 1219년, 칭기스 칸의 호라즘 원정 때 정복되어 몽골 제국으로 편입되었고 이후엔 차가타이 한국의 영토로 들어갔다. 1370년, 이 지역의 중심도시 사마르칸트를 수도로 하여 티무르 왕조가 설립됐고 약 1세기가량 존속하다가 1500년에 우즈베크 족에 의해 멸망하였다. 이후 우즈베크 족이 이 지역을 차지하여 현재의 우즈베키스탄으로 이어졌다.

## 같이 보기
- 호라산
- 화레즘